# انليل ناصر الأول
انليل ناصر الأول كان ملك آشور من 1479 قبل الميلاد حتى 1466 قبل الميلاد.